# Тіна Писник
Тіна Писник (словен. Tina Pisnikнар. 19 лютого 1981) — колишня професійна словенська тенісистка. 
Здобула один одиночний та два парні титули туру WTA. 
Найвищу одиночну позицію рейтингу WTA — 29 місце досягнула 12 січня 2004, парну — 63 місце — 3 квітня 2000 року.
Завершила кар'єру 2005 року.

## Фінали турнірів WTA

### Одиночний розряд: 1 (1–0)
| Легенда: Before 2009        | Легенда: Starting in 2009 |
| --------------------------- | ------------------------- |
| Турніри Великого шолома (0) |                           |
| WTA Championships (0)       |                           |
| Tier I (0)                  | Premier Mandatory (0)     |
| Tier II (0)                 | Premier 5 (0)             |
| Tier III (1/0)              | Premier (0)               |
| Tier IV & V (0)             | International (0)         |

| Результат | Ранг | Дата          | Турнір        | Покриття | Опонент       | Рахунок            |
| --------- | ---- | ------------- | ------------- | -------- | ------------- | ------------------ |
| Перемога  | 1.   | 7 травня 2000 | Бол, Хорватія | Ґрунт    | Амелі Моресмо | 7–6(7–4), 7–6(7–2) |

### Парний розряд: 3 (2–1)
| Результат | Ранг | Дата              | Турнір                                     | Покриття | Партнерing           | Опонент                                            | Рахунок       |
| --------- | ---- | ----------------- | ------------------------------------------ | -------- | -------------------- | -------------------------------------------------- | ------------- |
| Перемога  | 1.   | 14 листопада 1999 | Commonwealth Bank Tennis Classic, Малайзія | Тверде   | Єлена Костанич-Тошич | Хіракі Ріка Йосіда Юка                             | 3–6, 6–2, 6–4 |
| Поразка   | 1.   | 6 травня 2001     | Бол, Хорватія                              | Ґрунт    | Надія Петрова        | Марія Хосе Мартінес Санчес Анабель Медіна Гаррігес | 5–7, 4–6      |
| Перемога  | 2.   | 20 лютого 2005    | Copa Colsanitas Santander, Колумбія        | Ґрунт    | Еммануель Гальярді   | Любомира Курхайцова Барбора Стрицова               | 6–4, 6–3      |

## Фінали ITF (4–1)

### Одиночний розряд (1–0)
| Легенда          |
| ---------------- |
| Турніри $100,000 |
| Турніри $75,000  |
| Турніри $50,000  |
| Турніри $25,000  |
| Турніри $10,000  |

| Фінали за покриттям |
| ------------------- |
| Тверде (0–0)        |
| Ґрунт (1–0)         |
| Трава (0–0)         |
| Килим (0–0)         |

| Результат | Ранг | Дата           | Турнір            | Покриття | Опонент      | Рахунок  |
| --------- | ---- | -------------- | ----------------- | -------- | ------------ | -------- |
| Перемога  | 1.   | 18 серпня 1997 | Марибор, Словенія | Ґрунт    | Nina Schwarz | 6-0, 6-2 |

### Парний розряд (3–1)
| Легенда          |
| ---------------- |
| Турніри $100,000 |
| Турніри $75,000  |
| Турніри $50,000  |
| Турніри $25,000  |
| Турніри $10,000  |

| Фінали за покриттям |
| ------------------- |
| Тверде (0–1)        |
| Ґрунт (2–0)         |
| Трава (0–0)         |
| Килим (1–0)         |

| Результат | Ранг | Дата           | Турнір                    | Покриття   | Партнер          | Опоненти                       | Рахунок            |
| --------- | ---- | -------------- | ------------------------- | ---------- | ---------------- | ------------------------------ | ------------------ |
| Перемога  | 1.   | 9 червня 1997  | Веленє, Словенія          | Ґрунт      | Тіна Герголд     | Helena Fremuthová Анета Сукап  | w/o                |
| Перемога  | 2.   | 18 серпня 1997 | Марибор, Словенія         | Ґрунт      | Тіна Герголд     | Нівес Чулум Tina Hojnik        | 6–3, 6–2           |
| Поразка   | 3.   | 15 лютого 1998 | Рогашка Слатина, Словенія | Тверде (i) | Міріам Шнітцер   | Тіна Кріжан Катарина Среботнік | 0-6, 3-6           |
| Перемога  | 4.   | 1 лютого 2005  | Ортізеї, Італія           | Килим (i)  | Барбора Стрицова | Дарія Юрак Мервана Югич-Салкич | 6–2, 3–6, 7–6(7–1) |